# Believe in Nothing
Believe in Nothing to album studyjny nagrany przez brytyjską grupę Paradise Lost.

## Lista utworów
1. "I Am Nothing" – 4:01
2. "Mouth" – 3:45
3. "Fader" – 3:57
4. "Look at Me Now" – 3:38
5. "Illumination" – 4:31
6. "Something Real" – 3:35
7. "Divided" – 3:27
8. "Sell It to the World" – 3:11
9. "Never Again" – 4:38
10. "Control" – 3:29
11. "No Reason" – 3:14
12. "World Pretending" – 4:28

## Pozycje na listach
| Lista | Kraj   | Pozycja |
| ----- | ------ | ------- |
| OLiS  | Polska | 22      |